# Vinicius Lanza
Vinicius Moreira Lanza  (Belo Horizonte, 22 de março de 1997) é um nadador brasileiro. 

## Trajetória esportiva

### 2015–20
No Campeonato Mundial Júnior de Natação de 2015, ganhou a medalha de prata nos 100 metros borboleta.
Ele esteve na Universíada de 2017, terminando em 7º lugar nos 100 metros borboleta. 
No Campeonato Pan-Pacífico de Natação de 2018 no Japão, ele conquistou a medalha de bronze nos 100 metros borboleta, com o tempo de 51,44. Ele também terminou em 4º lugar no Revezamento 4 × 100 metros medley masculino.
No dia 25 de agosto de 2018, no Troféu José Finkel (competição em piscina curta), quebrou o recorde sul-americano nos 200m medley com o tempo de 1m52s16.
No Campeonato Mundial de Esportes Aquáticos de 2019 em Gwangju, Coreia do Sul, no revezamento 4 × 100 m medley, terminou em 6º lugar, ajudando o Brasil a se classificar para as Olimpíadas de Tóquio 2020. Ele também terminou em 12º lugar nos 100 m borboleta.
Nos Jogos Pan-Americanos de 2019 realizados em Lima, Peru, Lanza conquistou a medalha de ouro na Revezamento 4 × 100 m medley misto (por participação em eliminatórias), medalha de prata no Revezamento 4 × 100 m medley masculino, e um medalha de bronze nos 100 m borboleta.

### Jogos Olímpicos de 2020
Ele competiu nos Jogos Olímpicos de 2020, onde terminou em 26º lugar nos 100 m borboleta, 25º nos 200 metros medley, e foi desclassificado no Revezamento 4 × 100 m medley.

### 2021-2024
No Campeonato Mundial de Natação em Piscina Curta de 2021 em Abu Dhabi, Emirados Árabes Unidos, ele terminou em 4º lugar no Revezamento 4 × 50 m medley, 4º no Revezamento 4 × 100 m medley, 10º nos 100 m borboleta e 21º nos 50 m borboleta.
No Campeonato Mundial de Esportes Aquáticos de 2022 realizado em Budapeste, Hungria, ele terminou em 23º lugar nos 200 m medley, 25º nos 100 m borboleta e 41º nos 50 m borboleta.
Em 22 de dezembro de 2022, Lanza anunciou seu noivado com a também nadadora olímpica e americana Annie Lazor, que ele conhecia por treinar com ela na Universidade de Indiana, em Bloomington.
Nos Jogos Pan-Americanos de 2023, Lanza obteve uma medalha de prata nos 100m borboleta, e outra no revezamento 4x100m medley do Brasil.